# Bluno
Bluno (zwischen 1937 und 1945 amtlich Blunau), obersorbisch Bluńⓘ, ist ein Ortsteil der Gemeinde Elsterheide im Norden des Landkreises Bautzen in Sachsen. Der Ort gehört dem amtlichen sorbischen Siedlungsgebiet an und war bis zum 1. Juli 1995 eine eigenständige Gemeinde.

## Lage
Bluno liegt im Norden der Oberlausitz. Die Grenze zu Brandenburg und zur Niederlausitz liegt nur etwa 900 Meter nördlich des Ortskerns. Die Stadt Hoyerswerda liegt etwa zehn Kilometer südöstlich von Bluno, die brandenburgischen Städte Spremberg und Senftenberg sind elf bzw. 17 Kilometer entfernt. Umliegende Ortschaften sind das zur Stadt Welzow in Brandenburg gehörende Dorf Karlsfeld im Norden, Sabrodt im Osten, Klein Seidewinkel und Bergen im Süden, Klein Partwitz im Westen sowie die wiederum in Brandenburg liegenden Orte Lieske in der Gemeinde Neu-Seeland sowie Proschim im Nordwesten.
Bluno liegt inmitten des Lausitzer Braunkohlerevier und grenzt im Süden unmittelbar an den ehemaligen Tagebau Spreetal-Nordost. Inzwischen ist der Ort Teil des Lausitzer Seenlandes und liegt am Ufer der Blunoer Südsee sowie des Sabrodter Sees. Durch Bluno verläuft die Bundesstraße 156 zwischen Senftenberg und Spremberg.

## Geschichte

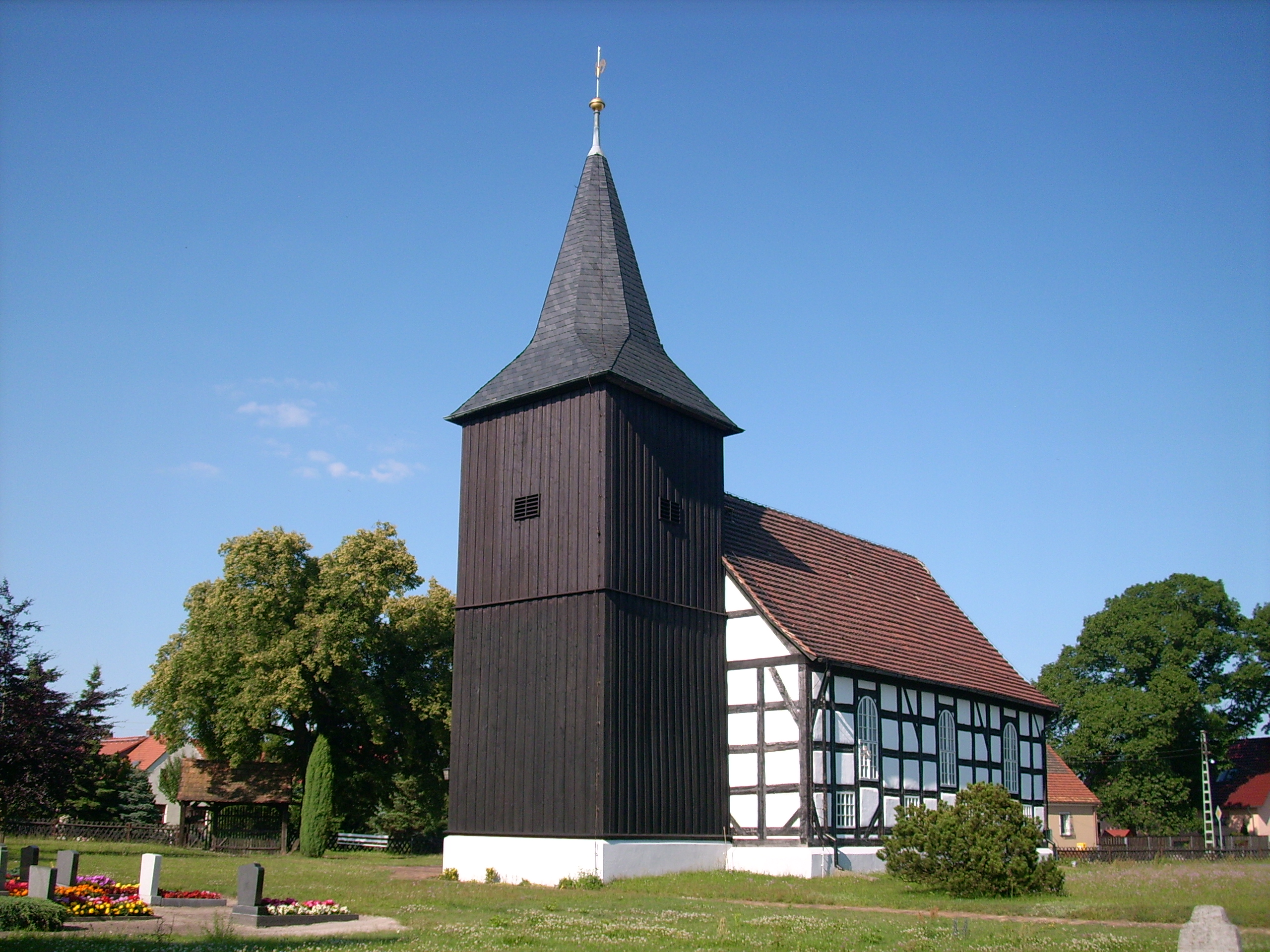
Dorfkirche Bluno

Bluno ist ein Straßenangerdorf. Erstmals urkundlich erwähnt wurde der Ort im Jahr 1401 in einer in Prag ausgestellten Schenkungsurkunde, damals mit der Schreibweise Blunde. 1568 wurde der Ort Blun genannt, um das Jahr 1635 wurde der Name als Bluem bzw. Bluhm bezeichnet. Die heutige Ortsnamensform tauchte erstmals 1670 auf. Der aus der obersorbischen Sprache stammende Ortsname bedeutet „Siedlung in der Aue“. Nach einer anderen Quelle wird der Ortsname als „Dorf an einer Hutung mit Bäumen“ gedeutet.
Das Rittergut Bluno war ab dem spätestens ab 1568 der Standesherrschaft Hoyerswerda angehörig. Damals lebten im Ort 34 besessene Mann sowie jeweils 20 Gärtner und Häusler. Während des Dreißigjährigen Krieges wurde Bluno mehrfach von Raubüberfällen und Brandschatzungen heimgesucht. Durch den Krieg sowie die Pestepidemie zu dieser Zeit dezimierte sich die Einwohnerzahl Blunos stark. Nach dem Ende des Kriegs wurde Bluno an seiner heutigen Stelle neu aufgebaut, ältestes Gebäude im Ort ist die Dorfkirche aus dem Jahr 1673. Zuvor befand sich der Ort etwas weiter südöstlich in einer unwirtschaftlichen Sumpfgegend. Im Jahr 1814 setzte sich die Bevölkerung Blunos aus drei Richergütern, 24 Dienstbauern, fünf Gärtnern und 13 Häuslern zusammen. Zudem hatten die Dorfbewohner das Recht, Schafe zu halten.
Im Jahr 1825 hatte Bluno 371 Einwohner. Bis zum 1. August desselben Jahres gehörte das Dorf zum Landkreis Spremberg in der preußischen Provinz Brandenburg, danach wurde der Ort in den Landkreis Hoyerswerda in der Provinz Schlesien umgegliedert. Seitdem war Bluno eines der westlichsten Dörfer Schlesiens. Nahe dem Dorf floss damals die Sornosche Elster, diese wurde jedoch später vom Braunkohletagebau Spreetal überbaggert. Zu Bluno gehörte in den 1820er-Jahren noch ein Zollhaus, dieses wurde jedoch damals bereits als Dorfkrug genutzt.
Bluno zählt zum amtlichen Siedlungsgebiet der Sorben und war historisch überwiegend sorbischsprachig geprägt. Arnošt Muka zählte für seine Statistik über die sorbische Bevölkerung in der Lausitz im Jahr 1884 488 Einwohner, davon waren 481 Sorben (99 %). In der folgenden Zeit sank die Zahl sorbischer Einwohner, Ernst Tschernik zählte 1956 noch 234 aktiv sorbisch sprechende Einwohner sowie 86 Einwohner mit Sorbischkenntnissen.

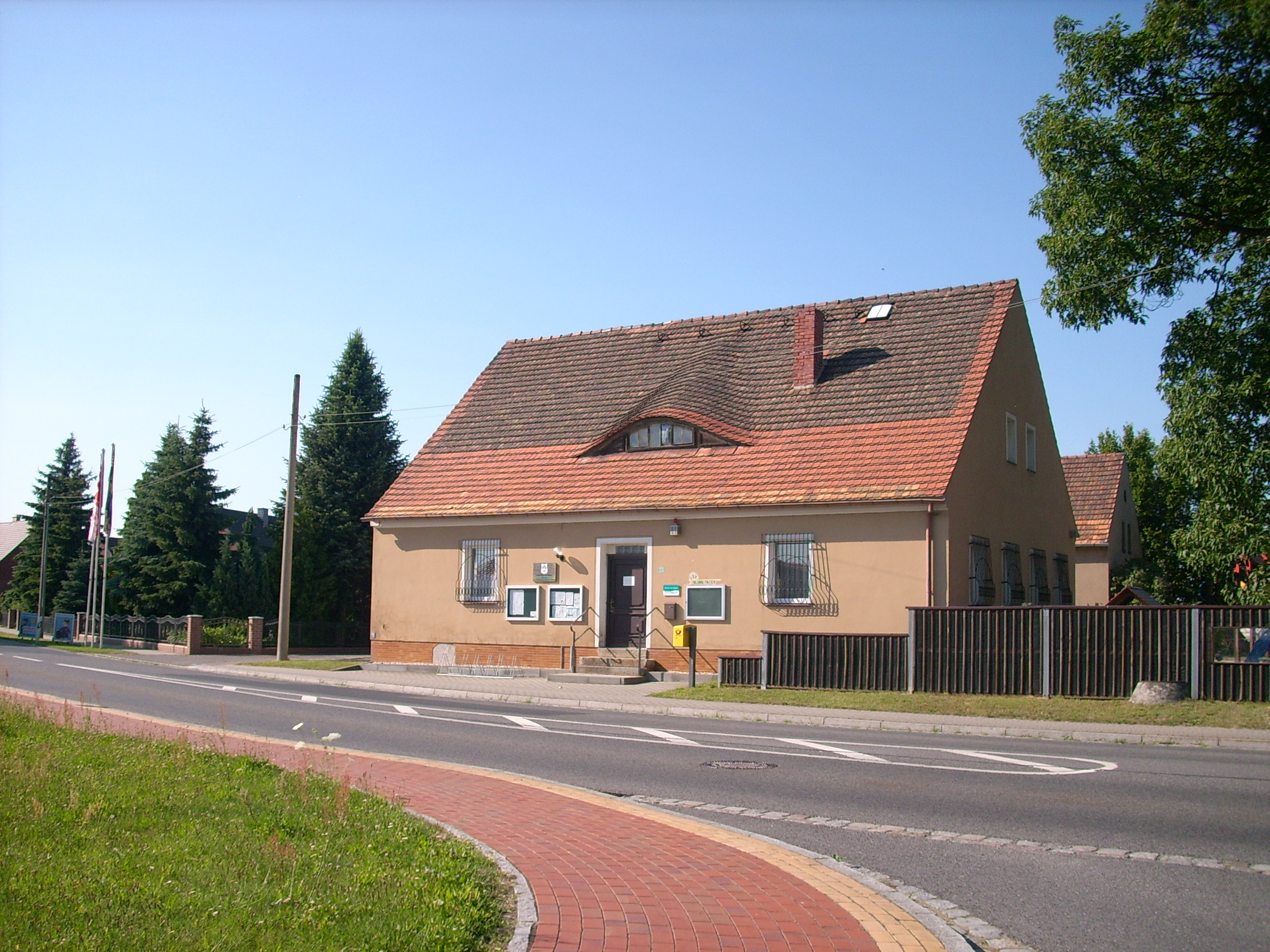
Ehemaliger Sitz der Gemeindeverwaltung von Bluno

Im Jahr 1902 wurde Bluno mit einem Bahnhof an die damals neu errichtete Bahnstrecke Neupetershain–Hoyerswerda angebunden. Im Jahr 1937 wurde der Ortsname aufgrund der nationalsozialistischen Germanisierung sorbischstämmiger Ortsnamen in der Lausitz in Blunau geändert. Während des Zweiten Weltkrieges sank die Einwohnerzahl in Bluno stark ab, von 635 Einwohnern im Jahr 1939 auf 550 Einwohner im Jahr 1946. In diesem Jahr wurde die Änderung des Ortsnamens wieder rückgängig gemacht. Ab 1949 war Bluno Teil der DDR und wurde bei der Kreisreform vom 25. Juli 1952 dem Kreis Hoyerswerda im Bezirk Cottbus zugeordnet. Im Jahr 1966 wurde der Zugverkehr in Bluno eingestellt und die Bahnstrecke zurückgebaut. In den 1960er-Jahren wurde in der Region um Bluno Braunkohle entdeckt. Im Jahr 1970 wurde ein Teil des Dorfes durch den Tagebau Spreetal devastiert, sieben Familien mussten umgesiedelt werden. 1989 kam es wiederum zu einem Teilortsabbruch, dieses Mal durch den Tagebau Spreetal-Nordost, dadurch wurden drei Familien umgesiedelt. 1991 wurde der Braunkohleabbau bei Bluno endgültig aufgegeben, die Restlöcher wurden geflutet.
Nach der Wende wurde der Kreis Hoyerswerda in Landkreis Hoyerswerda umbenannt und fusionierte 1995 mit dem Kreis Kamenz zum Landkreis Kamenz. Am 1. Juli 1995 schloss sich die Gemeinde Bluno mit den bis dahin ebenfalls eigenständigen Gemeinden Geierswalde, Klein Partwitz, Nardt, Neuwiese, Sabrodt, Seidewinkel und Tätzschwitz zu der neuen Gemeinde Elsterheide. Am 1. Januar 2008 wurde der Landkreis Kamenz aufgelöst und fusionierte mit dem damaligen Landkreis Bautzen zum neuen Landkreis Bautzen.